# Laomedea angulata
Laomedea angulata is een hydroïdpoliep uit de familie Campanulariidae. De poliep komt uit het geslacht Laomedea. Laomedea angulata werd in 1861 voor het eerst wetenschappelijk beschreven door Hincks. 